# Putinci

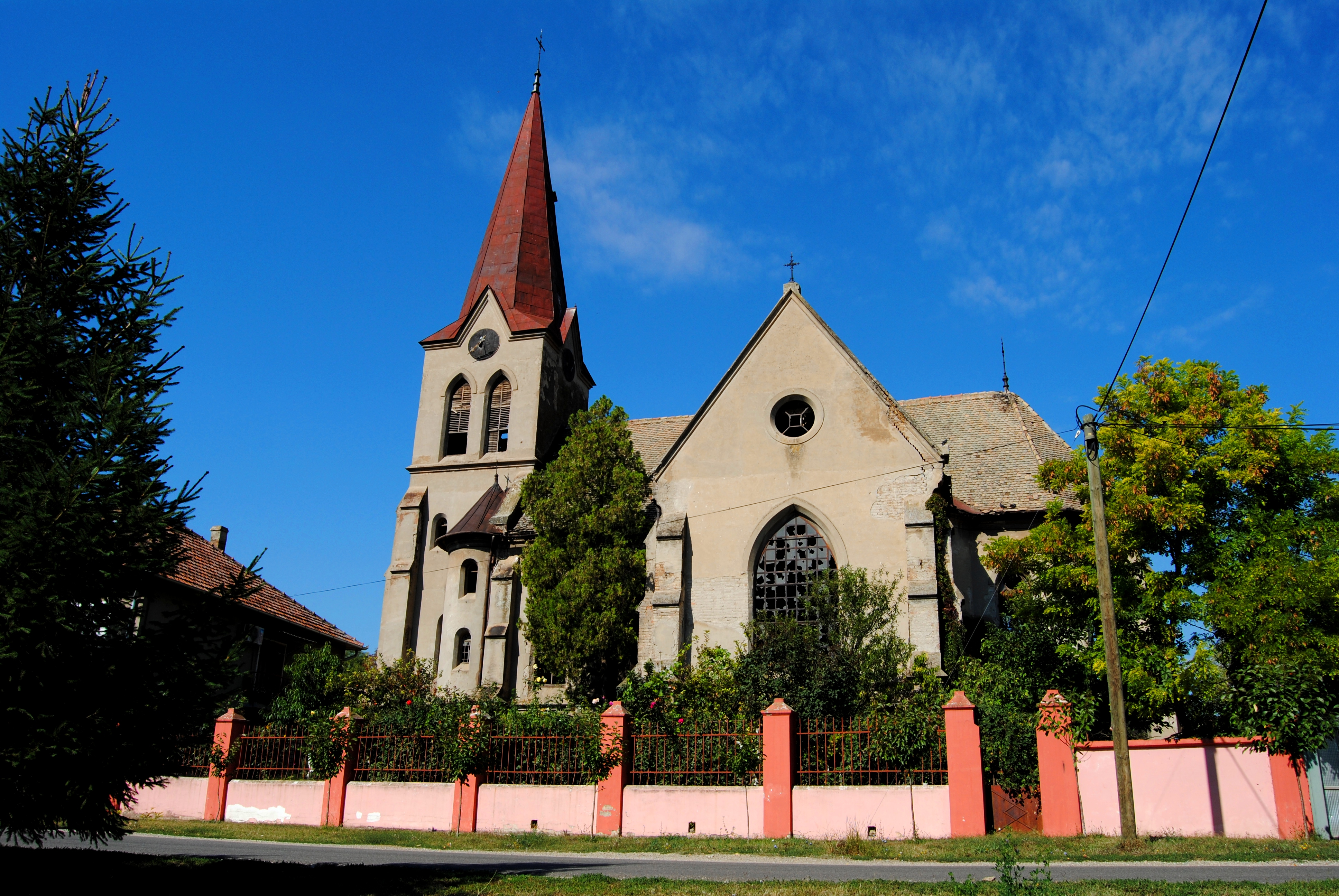
Sankt Johannes Nepomuk-kyrkan i Putinci.

Putinci (serbisk-kyrilliska Путинци) är en by i distriktet Srem i norra Serbien. Putinci hade 2 745 invånare år 2011.